# E & R Jungle Film Company
 (mai 2014).
Pour les articles homonymes, voir Jungle.
E & R Jungle Film Company (ou Jungle Film Company) est une société de production de films située à Eastlake Park (Los Angeles), près du zoo Selig, fondée en 1914 par J.S. Edwards et John Rounan, spécialisée dans les films avec des animaux sauvages, qui resta en activité jusqu'en 1924. La société disposait d'un studio recréant l'atmosphère d'une petite jungle, notamment utilisé pour le tournage de quelques scènes de Tarzan chez les singes (1918). Les deux vedettes de la société, les chimpanzés Napoleon et Sally, tournèrent dans plus de quarante de ses films.